# Emanuele Morini
Emanuele Morini (Roma, 31 gennaio 1982) è un calciatore italiano, attaccante della Polisportiva Monti Cimini.

## Carriera

### Club
Dopo aver giocato nelle giovanili della Roma, nel gennaio del 2001 si trasferisce in Inghilterra al Bolton Wanderers, dove milita nella Youth Squad. Quell'anno esordisce tra i professionisti collezionando 2 presenze nella Football League Championship, anno che culminerà con la promozione in Premier League della prima squadra. L'anno seguente continua a giocare nella selezione giovanile, ma manca l'esordio in prima squadra nella massima serie inglese e la Premier resta un sogno; a fine stagione si trasferisce in Grecia, al Panachaiki, dove colleziona 25 presenze e realizza 4 reti nella Alpha Ethniki, ma non evita la retrocessione della squadra.
Nel 2004 torna in Italia, acquistato dal Vicenza, ed esordisce così anche tra i professionisti della sua nazione; a fine stagione conterà 10 presenze in Serie B e una rete segnata al Livorno all'ultima giornata. Non trovando abbastanza spazio nella serie cadetta, nel gennaio del 2005 Morini scende di categoria e si trasferisce in serie C1 al Lumezzane, squadra con cui gioca fino al 2007. Passa poi alla Sambenedettese, dove resta fino al fallimento della società, avvenuto all'inizio dell'estate del 2009. In seguito all'inevitabile snellimento dell'organico della nuova società costituita, iscritta al campionato d'Eccellenza marchigiana 2009/10, Morini ed alcuni giocatori seguono l'allenatore Enrico Piccioni in Bulgaria, al Botev Plovdiv.
Nel settembre 2009, affascinato dal tentare ancora l'avventura estera in un campionato di massima serie, lascia l'Italia e firma per il Botev Plovdiv, squadra che milita nella A-PFL, la massima serie bulgara. Con l'arrivo del tecnico italiano, si è formata una vera e propria colonia italiana, che oltre a Morini, comprende il portiere Luca Brignoli, i difensori Marco D'Argenio e Fabio Tinazzi, i centrocampisti Ciro Sirignano, Marco Di Paolo, Gilberto Zanoletti e Massimiliano Brizzi, e gli attaccanti Alan Carlet e Alberto Rebecca.
Emanuele indosserà la maglia numero 10. Il 20 settembre segna la sua prima rete nel club contro il Litex Loveč. Il 30 ottobre realizza una rete molto importante nel derby giocato "in casa" contro la Lokomotiv Plovdiv, che consegna vittoria e 3 punti ai propri tifosi. Il 12 dicembre Morini regala altre emozioni realizzando la sua prima doppietta nel campionato bulgaro proprio al "Hristo Botev" di Plovdiv, dove il Botev è opposto al Pirin Blagoevgrad. Al 22' Kondev realizza per gli ospiti, ma 4 minuti dopo Emanuele pareggia, al 56' D.Mladenov riporta in vantaggio il Pirin, ma è ancora Emanuele a dieci minuti dal termine a pareggiare le sorti dell'incontro e a regalare un punto prezioso al Botev ultimo in classifica. A fine 2009, si nota che Emanuele con le sue reti ha regalato al Botev Plovdiv ben 5 dei 6 punti totali racimolati nella prima metà di questa disastrosa "stagione bulgara".
Il 1º febbraio 2010 si trasferisce al Foggia nella Lega Pro Prima Divisione; Emanuele esordisce il 7 febbraio, nell'incontro casalingo perso 1-2 con la Ternana.
Agli inizi del 2011 passa all'A.S. Cynthia 1920 segnando 3 reti l'ultima delle quali nel match contro l'Astrea dell'8 maggio che costringe i capitolini a disputare i play-out.
Nel campionato 2011-12 milita nelle file della A.S. Viterbese Calcio, in Serie D.
Nel campionato 2012-13 si trasferisce di nuovo in Bulgaria dove milita nelle file dello Šumen 2010 fino a gennaio 2013, quando richiede ed ottiene lo svincolo dalla società, dopo alcuni giorni si accasa alla Lupa Roma.
Nella stagione 2013-2014 gioca con la Lupa Roma e chiude la stagione da protagonista, con la promozione della squadra alla Serie D e come capocannoniere della squadra con 15 reti.
Nell'estate 2014, si trasferisce alla Viterbese, in Serie D, poi nel 2015 si trasferisce nella massima serie albanese con il Partizani Tirana.
A giugno 2016 firma un contratto con la neonata società SFF Atletico nata dalla fusione tra Fiumicino e Fregene, dove rimane fino al dicembre 2017, quando, nella finestra invernale di calciomercato della stagione 207-2018, si accasa alla Play Eur, squadra romana militante nel campionato di Eccellenza laziale. La stagione seguente firma per il  Pomezia nella stessa categoria. Nella finestra di calciomercato di dicembre 2018, si trasferisce alla Polisportiva Monti Cimini, in Promozione laziale. Nel 2019 - 2020 è all'Ottavia, dove conclude la carriera

## Statistiche

### Presenze e reti nei club
Statistiche aggiornate al 25 novembre 2016.
| Stagione              | Squadra               | Campionato            | Campionato | Campionato | Coppe nazionali | Coppe nazionali | Coppe nazionali | Coppe continentali | Coppe continentali | Coppe continentali | Altre coppe | Altre coppe | Altre coppe | Totale | Totale |
| Stagione              | Squadra               | Comp                  | Pres       | Reti       | Comp            | Pres            | Reti            | Comp               | Pres               | Reti               | Comp        | Pres        | Reti        | Pres   | Reti   |
| --------------------- | --------------------- | --------------------- | ---------- | ---------- | --------------- | --------------- | --------------- | ------------------ | ------------------ | ------------------ | ----------- | ----------- | ----------- | ------ | ------ |
| 2000-2001             | Bolton                | FD                    | 2          | 0          | FACup+CdL       | 0+0             | 0               | -                  | -                  | -                  | -           | -           | -           | 2      | 0      |
| 2001-2002             | Bolton                | PL                    | 0          | 0          | FACup+CdL       | 0+0             | 0               | -                  | -                  | -                  | -           | -           | -           | 0      | 0      |
| 2002-2003             | Panachaïkī            | AE                    | 27         | 4          | CG              | ?               | ?               | -                  | -                  | -                  | -           | -           | -           | 27     | 4      |
| 2003-2004             | Vicenza               | B                     | 13         | 1          | CI              | ?               | ?               | -                  | -                  | -                  | -           | -           | -           | 13     | 1      |
| 2004-2005             | Lumezzane             | C1                    | 6          | 0          | CI-C            | 0               | 0               | -                  | -                  | -                  | -           | -           | -           | 6      | 0      |
| 2005-2006             | Lumezzane             | C1                    | 28+2       | 6+0        | CI-C            | 0               | 0               | -                  | -                  | -                  | -           | -           | -           | 30     | 6      |
| 2006-2007             | Lumezzane             | C2                    | 23         | 3          | CI-C            | 0               | 0               | -                  | -                  | -                  | -           | -           | -           | 23     | 3      |
| Totale Lumezzane      | Totale Lumezzane      | Totale Lumezzane      | 57         | 9          |                 | 0               | 0               |                    | -                  | -                  | -           | -           | -           | 57     | 9      |
| 2007-2008             | Sambenedettese        | C1                    | 35         | 8          | CI-C            | 5               | 1               | -                  | -                  | -                  | -           | -           | -           | 40     | 9      |
| 2008-2009             | Sambenedettese        | 1D                    | 24         | 3          | CI-C            | 0               | 0               | -                  | -                  | -                  | -           | -           | -           | 24     | 3      |
| Totale Sambenedettese | Totale Sambenedettese | Totale Sambenedettese | 59         | 11         |                 | 5               | 1               |                    | -                  | -                  | -           | -           | -           | 64     | 12     |
| 2009-2010             | Botev Plovdiv         | A                     | 10         | 6          | CB              | 0               | 0               | -                  | -                  | -                  | -           | -           | -           | 10     | 6      |
| 2010-2011             | Foggia                | 1D                    | 10         | 0          | CI-C            | 0               | 0               | -                  | -                  | -                  | -           | -           | -           | 10     | 0      |
| 2011-2012             | Viterbese             | D                     | 33         | 11         | CI-D            | 5               | 1               | -                  | -                  | -                  | -           | -           | -           | 38     | 12     |
| 2012-mar. 2013        | Šumen 2010            | B                     | 12         | 3          | CB              | 0               | 0               | -                  | -                  | -                  | -           | -           | -           | 12     | 3      |
| mar.-giu. 2013        | Lupa Roma             | D                     | 7          | 3          | CI-D            | 0               | 0               | -                  | -                  | -                  | -           | -           | -           | 7      | 3      |
| 2013-2014             | Lupa Roma             | D                     | 23         | 15         | CI-D            | ?               | ?               | -                  | -                  | -                  | -           | -           | -           | 23+    | 15+    |
| Totale Lupa Roma      | Totale Lupa Roma      | Totale Lupa Roma      | 30         | 18         |                 | ?               | ?               |                    | -                  | -                  | -           | -           | -           | 30+    | 18+    |
| 2014-2015             | Viterbese             | D                     | 26         | 12         | CI-D            | 1               | 0               | -                  | -                  | -                  | -           | -           | -           | 27     | 12     |
| Totale Viterbese      | Totale Viterbese      | Totale Viterbese      | 59         | 23         |                 | 6               | 1               |                    | -                  | -                  | -           | -           | -           | 65     | 24     |
| ago.-nov. 2015        | Partizani Tirana      | KS                    | 7          | 1          | CA              | 3               | 2               | UEL                | -                  | -                  | -           | -           | -           | 10     | 3      |
| Totale carriera       | Totale carriera       | Totale carriera       | 288        | 75         |                 | 3+              | 2+              |                    | -                  | -                  |             | -           | -           | 291+   | 77+    |

## Palmarès

### Club

#### Competizioni nazionali
- Serie D: 1

Lupa Roma: 2013-2014